# Portada/article febrer 4

## Llotja de la Seda
La Llotja de la Seda, Llotja de València o Llotja de Mercaders és un edifici civil d'estil gòtic valencià tardà situat a la plaça del Mercat, número 31, de València, davant l'església de Sant Joan del Mercat i del Mercat Central de la ciutat. L'edifici fou construït entre el 1482 i el 1548 i simbolitza, sens dubte, la puixança i riquesa del segle d'or valencià (segle xv). És una mostra de l'abast de la revolució comercial durant la baixa edat mitjana, del desenvolupament social i del prestigi aconseguit per la burgesia valenciana. El 1996 fou declarada Patrimoni de la Humanitat per la UNESCO.